# Serba Jaman Tunong
Serba Jaman Tunong is een bestuurslaag in het regentschap Aceh Utara van de provincie Atjeh, Indonesië. Serba Jaman Tunong telt 389 inwoners (volkstelling 2010).